# Power (série de televisão)
Power é uma série de televisão americana de drama policial criada e produzida por Courtney A. Kemp em colaboração com Curtis Jackson. A série estreou no Starz em 7 de junho de 2014 e está atualmente em sua sexta temporada.
Power conta a história de James St. Patrick (Omari Hardwick), um cruel traficante de drogas sob o apelido de "Fantasma", que deseja deixar o mundo do crime para perseguir interesses comerciais legítimos como proprietário de uma boate. St. Patrick tem como objetivo equilibrar essas duas vidas, evitando a captura da polícia em meio a um casamento em ruínas e mudanças nas alianças econômicas.
A série também conta com a família de James St. Patrick, que consiste em sua esposa Tasha (Naturi Naughton), filho Tariq (Michael Rainey Jr.) e filhas Raina (Donesha Hopkins) e Yasmine (Amaya Carr). Power também protagoniza o parceiro criminal de St. Patrick e o melhor amigo de longa data da vida, Tommy Egan (Joseph Sikora), procuradora assistente dos Estados Unidos e interesse amoroso Angela Valdes (Lela Loren), amiga que virou rival Kanan Stark (50 Cent), protegida e rival Andre Coleman (Rotimi Akinosho) e o promotor federal Cooper Saxe (Shane Johnson). O advogado de defesa criminal Joe Proctor (Jerry Ferrara), o promotor John Mak (Sung Kang) e o congressista Rashad Tate Larenz Tate também aparecem nas temporadas posteriores da série.
Após o lançamento, Power ganhou elogios da crítica por sua caracterização, ritmo, atmosfera, atuação, direção e roteiro. É um dos programas mais bem classificados da Starz e um dos programas mais assistidos por tv a cabo. Antes da estréia da quinta temporada, a Starz renovou o programa para uma sexta e última temporada, que estreou em 25 de agosto de 2019.

## Sinopse
A série apresenta James St. Patrick, apelidado de "Ghost", dono de um popular clube noturno de Nova York. Alem disso, ele comanda uma rede de narcotráfico, usando a boate como fachada. Ele se esforça para equilibrar essas duas vidas, e o equilíbrio desmorona quando ele decide abandonar a carreira de gângster. Ghost coloca em risco sua vida de casado depois que resolve iniciar um relacionamento extraconjugal com uma ex- namorada dos tempos de escola.

## Elenco

### Principal
- Omari Hardwick como James St. Patrick "Ghost"
- Lela Loren como Angela Valdez
- Naturi Naughton como Tasha St. Patrick
- Joseph Sikora como Tommy Egan
- Lucy Walters como Holly
- Adam Huss como Josh Kantos
- Andy Bean como Greg Knox
- Kathrine Narducci como Frankie
- Luis Antonio Ramos como Carlos "Vibora" Ruiz
- Greg Serano como Agent Juan Julio Medina
- Sinqua Walls como Shawn

### Secundário
- 50 Cent como Kanan
- Leslie Lopez como Pink Sneakers
- Diane Neal como Cynthia Sheridan
- Shane Johnson como Cooper Saxe
- Victor Garber como Simon Stern
- Vinícius Machado como Nomar Arcielo
- Darrell Britt-Gibson como Rolla
- La La Anthony como LaKeisha
- Bill Sage como Sammy